# Roquelaure
 Roquelaure  (en occitano Ròcalaura) es una población y comuna francesa, ubicada en la región de Mediodía-Pirineos, departamento de Gers, en el distrito de Auch y cantón de Auch-Nord-Ouest.

## Historia
La población se ubica en una cumbre rocosa cerca del sitio de un oppidum de la Edad del Hierro y una villa romana en la colina vecina de La Ciotat (La Sioutat). Las ruinas de una terma romana se descubrieron en el siglo XVIII, pero fueron destruidas. Más tarde, en 1898 una villa —de la cual la terma pudiera haber sido parte— fue descubierta y fue excavada en los años 1960.
El nombre Roquelaure quiere decir «colina del laurel» en gascón. Un pueblo fortificado medieval fue construido en el sitio actual de la población alrededor del siglo XII bajo los auspicios de los señores de Roquelaure. El pueblo recibió su estatuto jurídico (charte de coutumes) en 1244. Desde el siglo XVI los señores de Roquelaure construyeron y mantuvieron una capilla en la iglesia gótica de San Lupo. Los señores de Roquelaure, enter ellos Antonio de Roquelaure (1544-1625), están enterados en la cripta de la iglesia. Antonio de Roquelaure construyó el cercano château de Rieutort y comenzó a restaurar el castillo de Lavardens, algo que nunca completó. Francisco I hizo construir una fortaleza en el lado norte de la cumbre para vigilar el camino a Peyrusse-Massas. La fortaleza está hoy en ruinas, pero su terreno funciona como el Estadio Robert Dauzère desde 1969.
La antigua comuna de Arcamont fue unida a Roquelaure en 1952.

### Ducado
El señorío de Roquelaure fue elevado a ducado en 1652, en favor de Gaston-Jean-Baptiste de Roquelaure (1617-1683), hijo de Antonio de Roquelaure.
Después que esta rama de la familia se extinguió, se creó un marquesado de Roquelaure diferente en 1766 para otra rama de la familia, los señores de Saint-Aubin, hoy Roquelaure-Saint-Aubin.

## Gobierno y política

### Alcaldes
- 2001- : Michel Baylac

## Demografía
| 432 | 424 | 338 | 392 | 464 | 454 |
| Para los censos de 1962 a 1999 la población legal corresponde a la población sin duplicidades (Fuente: INSEE [Consultar]) |     |     |     |     |     |

## Viticultura
Las tierras de la comuna de Roquelaure están clasificadas como parte de las zonas de los vin de pays «Côtes de Montestruc» y «Côtes de Gascogne». También son parte la zona «Haut-Armagnac».

## Enlaces externos

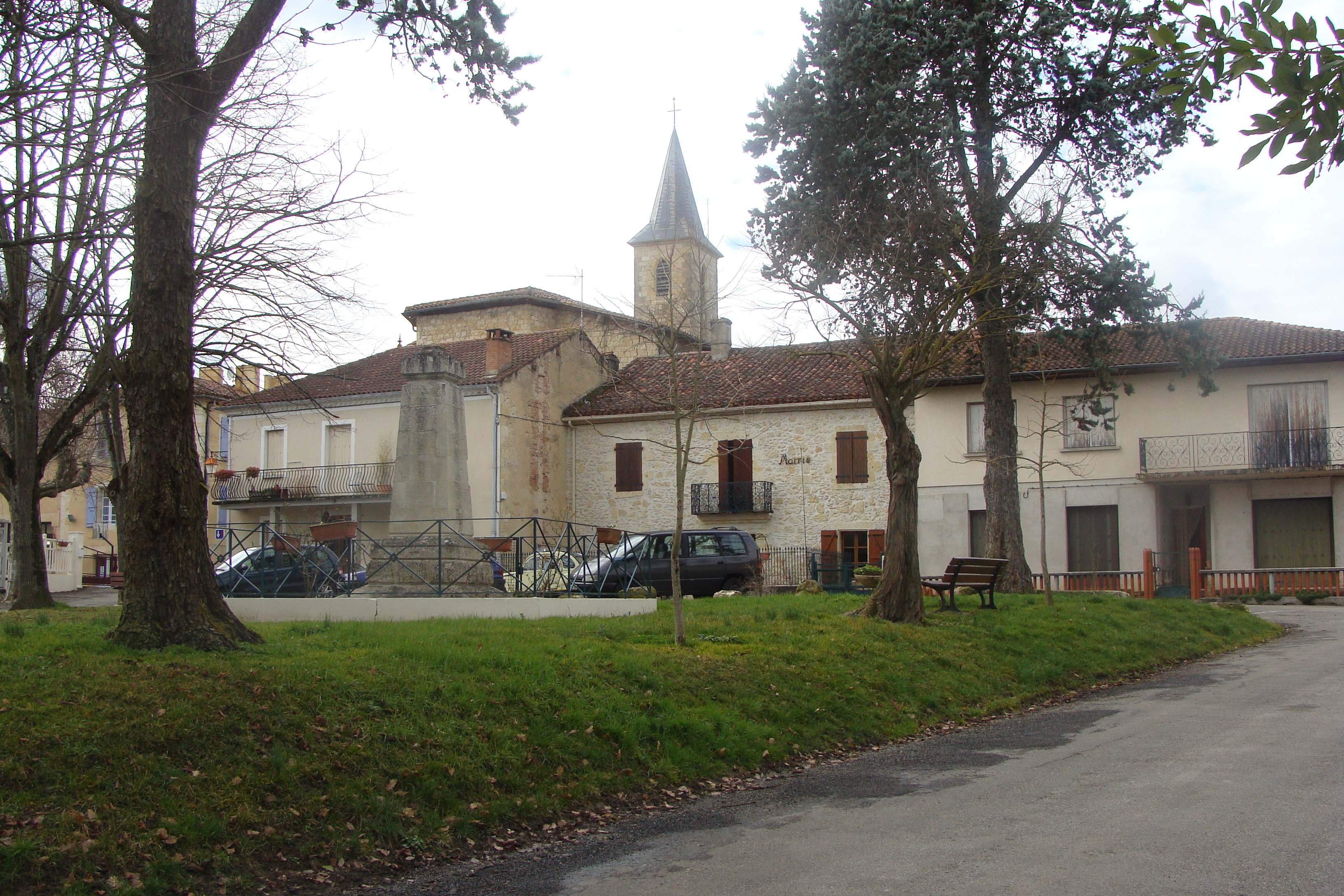
El ayuntamiento en la plaza De Montal, con la iglesia de San Lupo al fondo
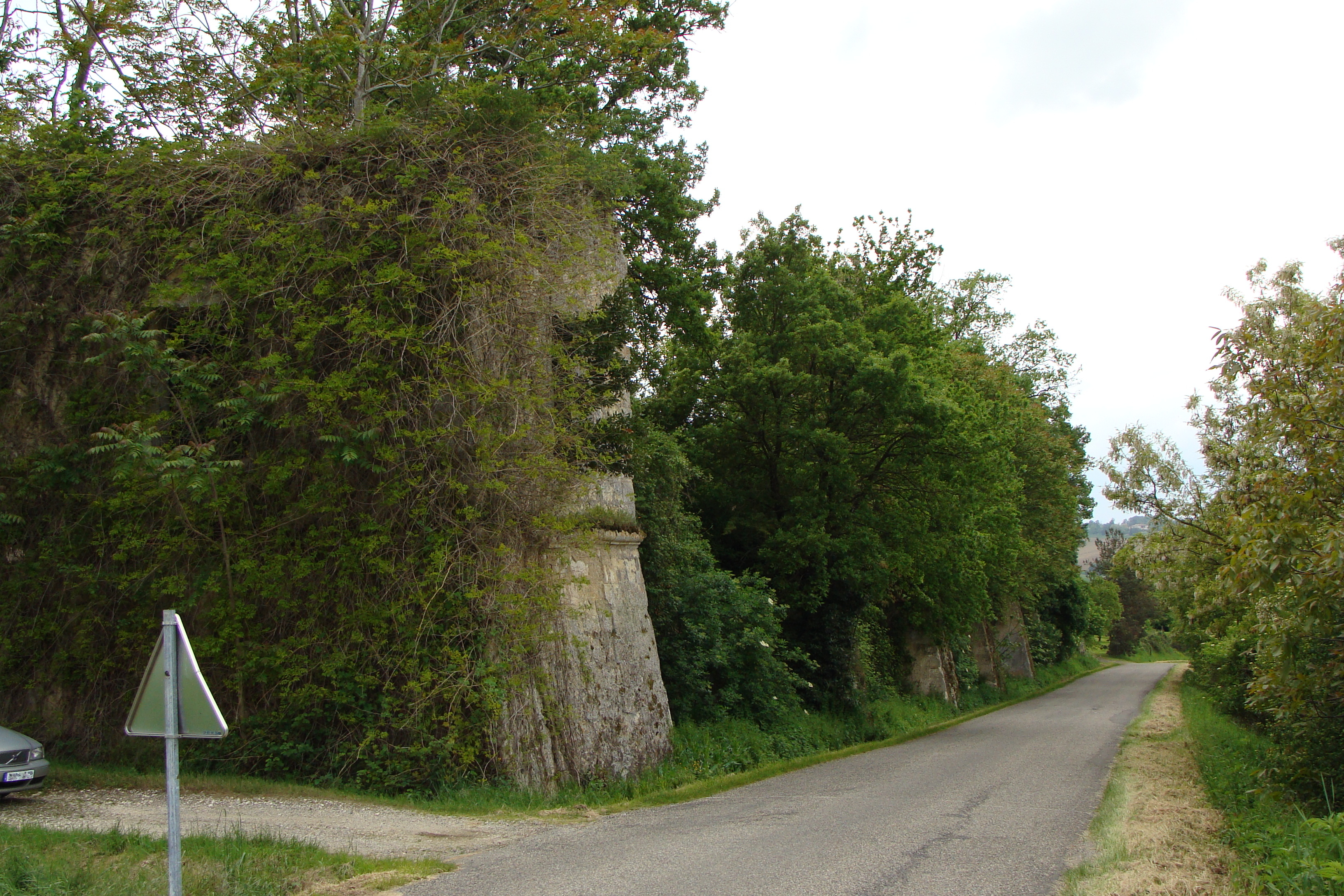
La fortaleza de Roquelaure
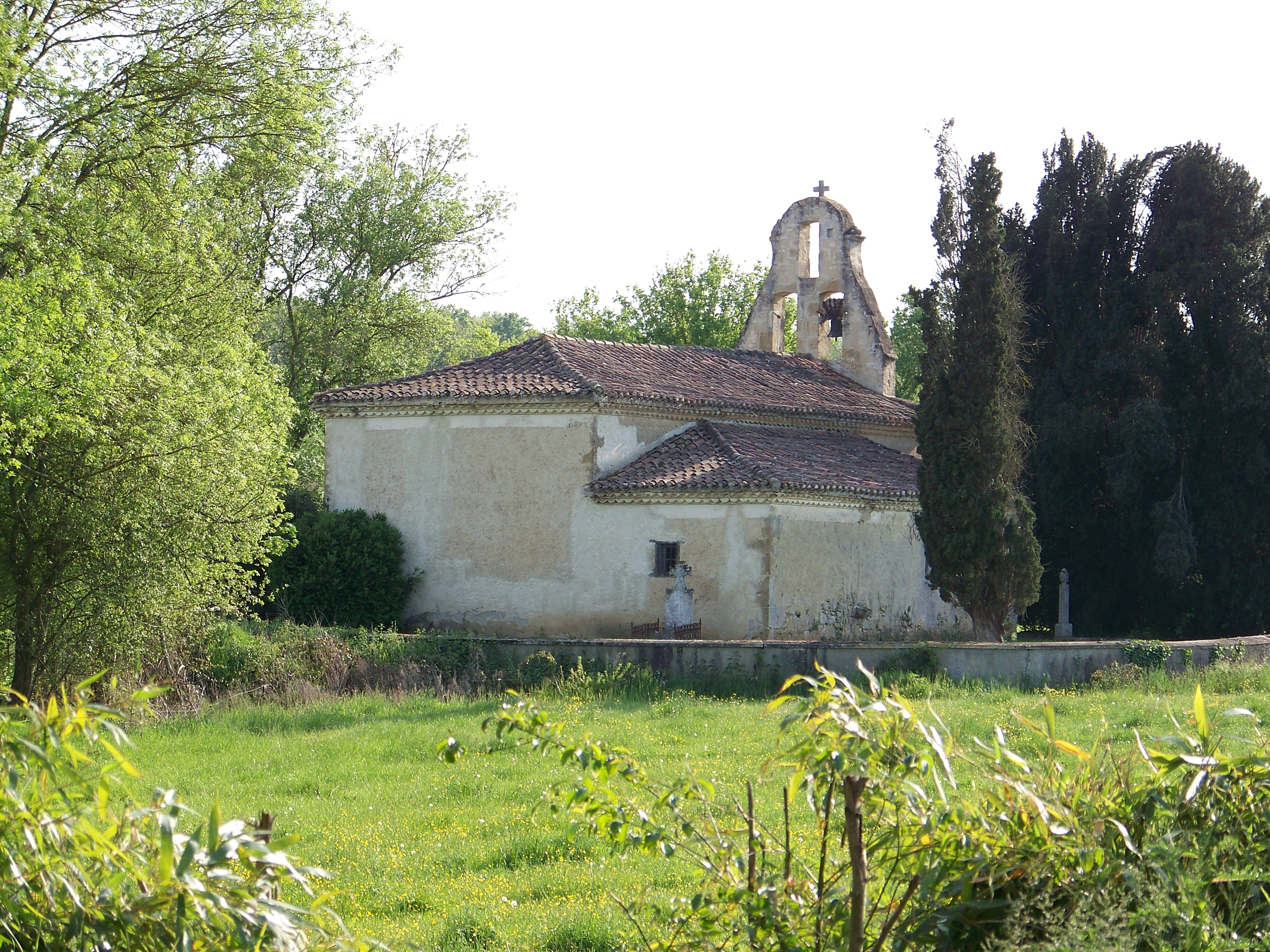
La capilla de San Blas de Arcamont, lado norte
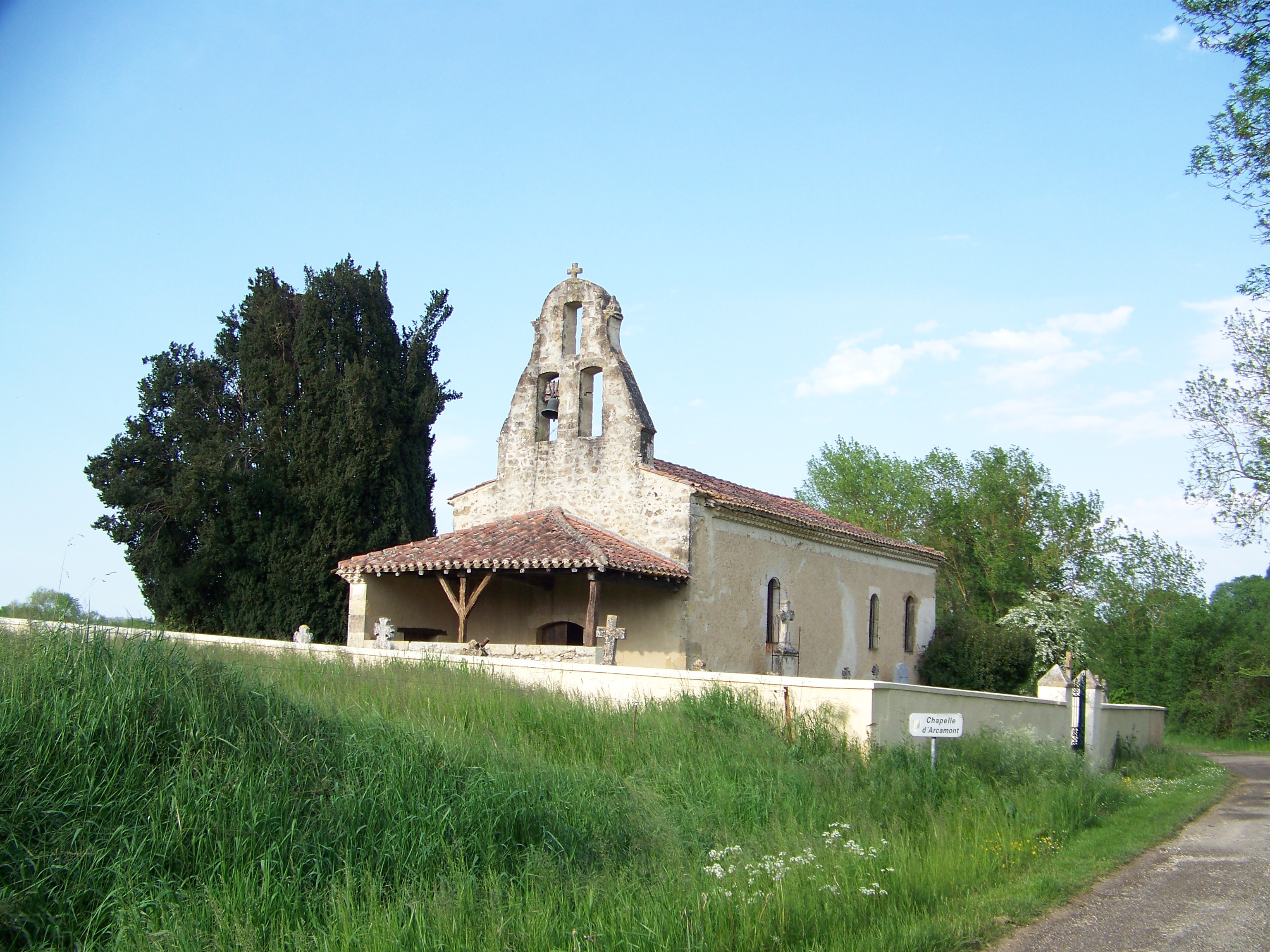
La capilla de San Blas de Arcamont, lado sur
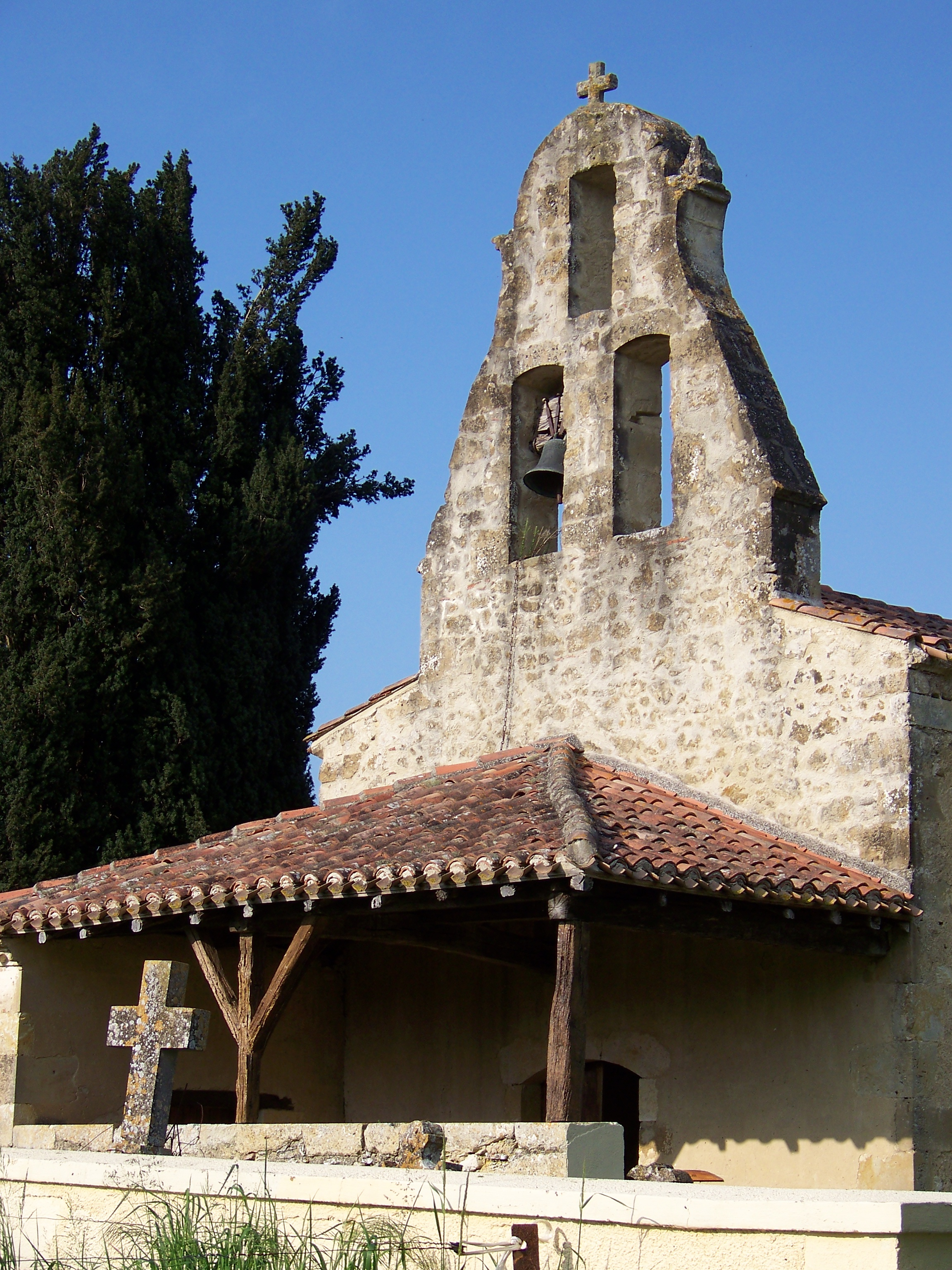
El pórtico y campanario de la capilla de San Blas
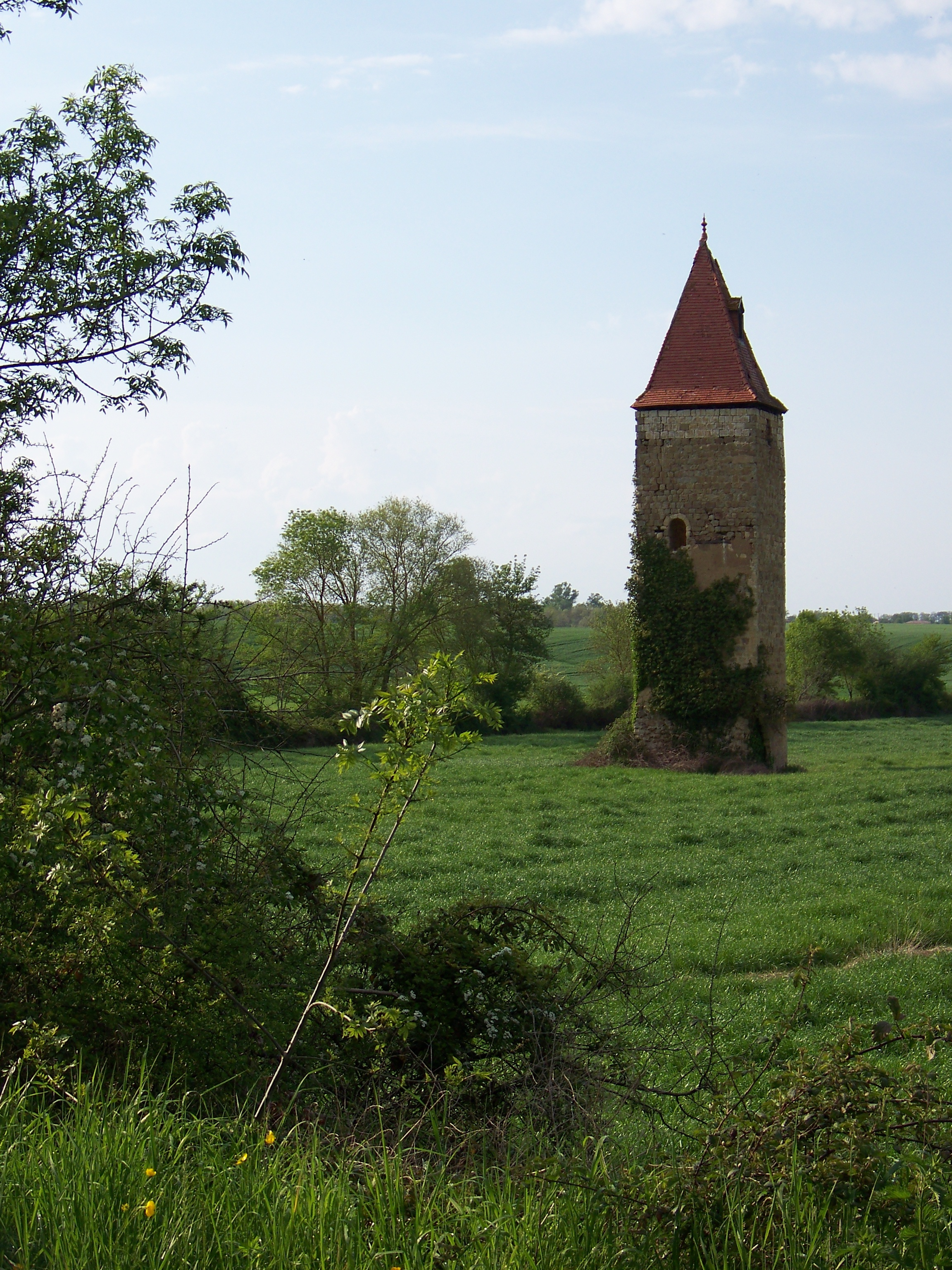
La torre de Arcamont